# 70716 Mehall
70716 Mehall este un asteroid din centura principală de asteroizi.

## Descriere
70716 Mehall este un asteroid din centura principală de asteroizi. A fost descoperit pe 30 octombrie 1999 în cadrul proiectului CSS. Asteroidul prezintă o orbită caracterizată de o semiaxă mare de 2,57 ua, o excentricitate de 0,22 și o înclinație de 6,1° în raport cu ecliptica.